# Dhraa Nite City

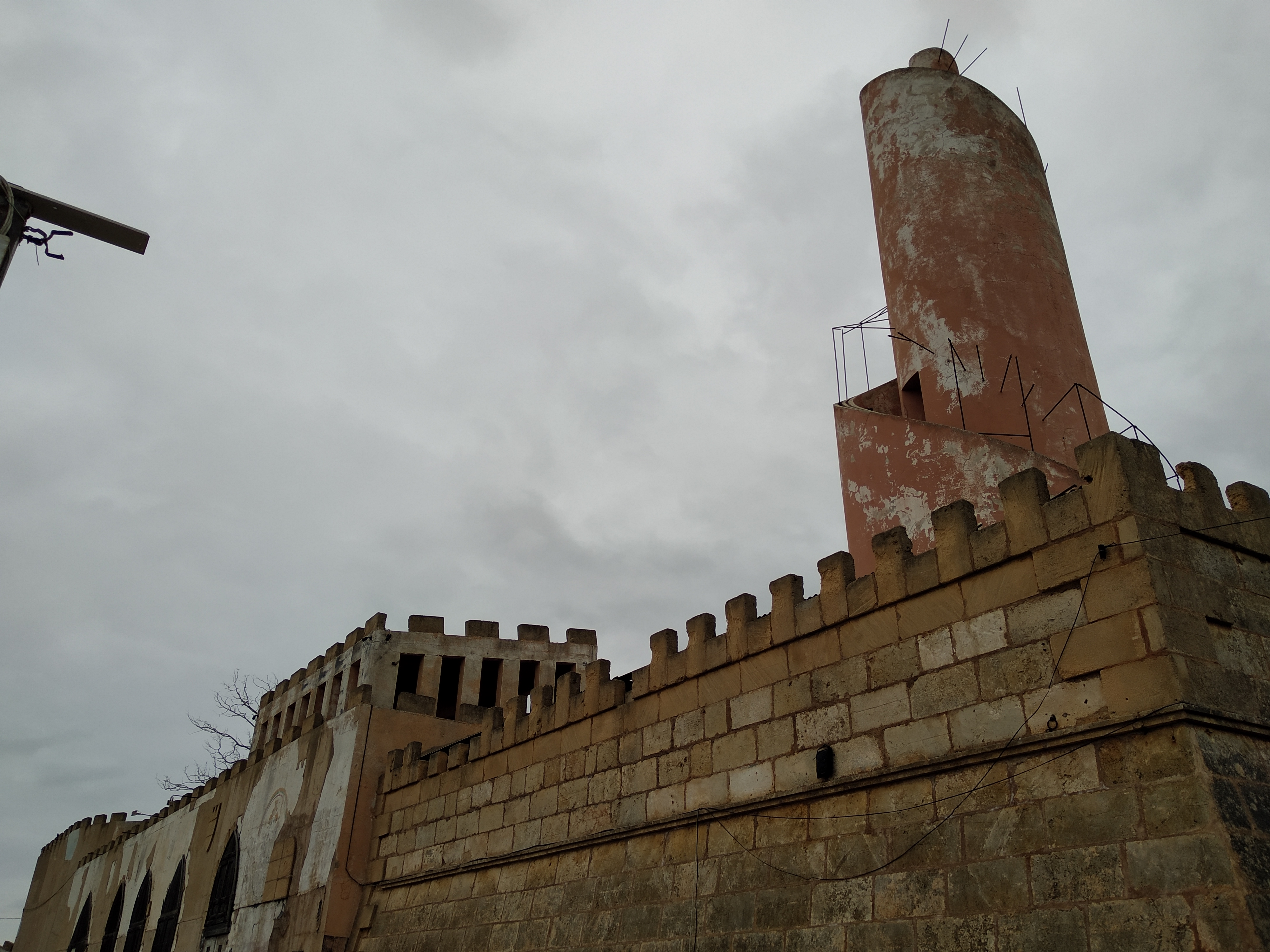
La torre de Dhraa

Dhraa Nite City o simplement Dhraa és una macrodiscoteca promoguda per Romeo Sala i inaugurada a Mallorca el 1986, actualment en ruïnes. Situada al quilòmetre 4 de la carretera Ma-4023 entre Portocristo i Cala Millor, tenia capacitat per 15 000 persones i era a l'aire lliure. Entre d'altres hi varen actuar Nina Hagen, Miguel Bosé, Immaculate Fools, Kid Creole & The Coconuts, Radio Futura i Nacha Pop. Va tancar el 1993 i el 2016 es va posar a la venda. El grup manacorí Roig! va presentar el 2015 un àlbum titulat Dhraa en referència a aquesta discoteca.
El juliol de 2021 la societat alemanya May Holding Baleares adquireix el complex per 245.000 euros. El responsable de la societat, Markus Wolfgang Breisch, un alemany resident a Porto Cristo, declara que la seva intenció no és reobrir Dhraa com una discoteca, sinó que el seu projecte aniria més encaminat a la restauració i concerts en directe.